# Acrocomia media
Acrocomia media là loài thực vật có hoa thuộc họ Arecaceae. Loài này được O.F.Cook mô tả khoa học đầu tiên năm 1901.

## Hình ảnh

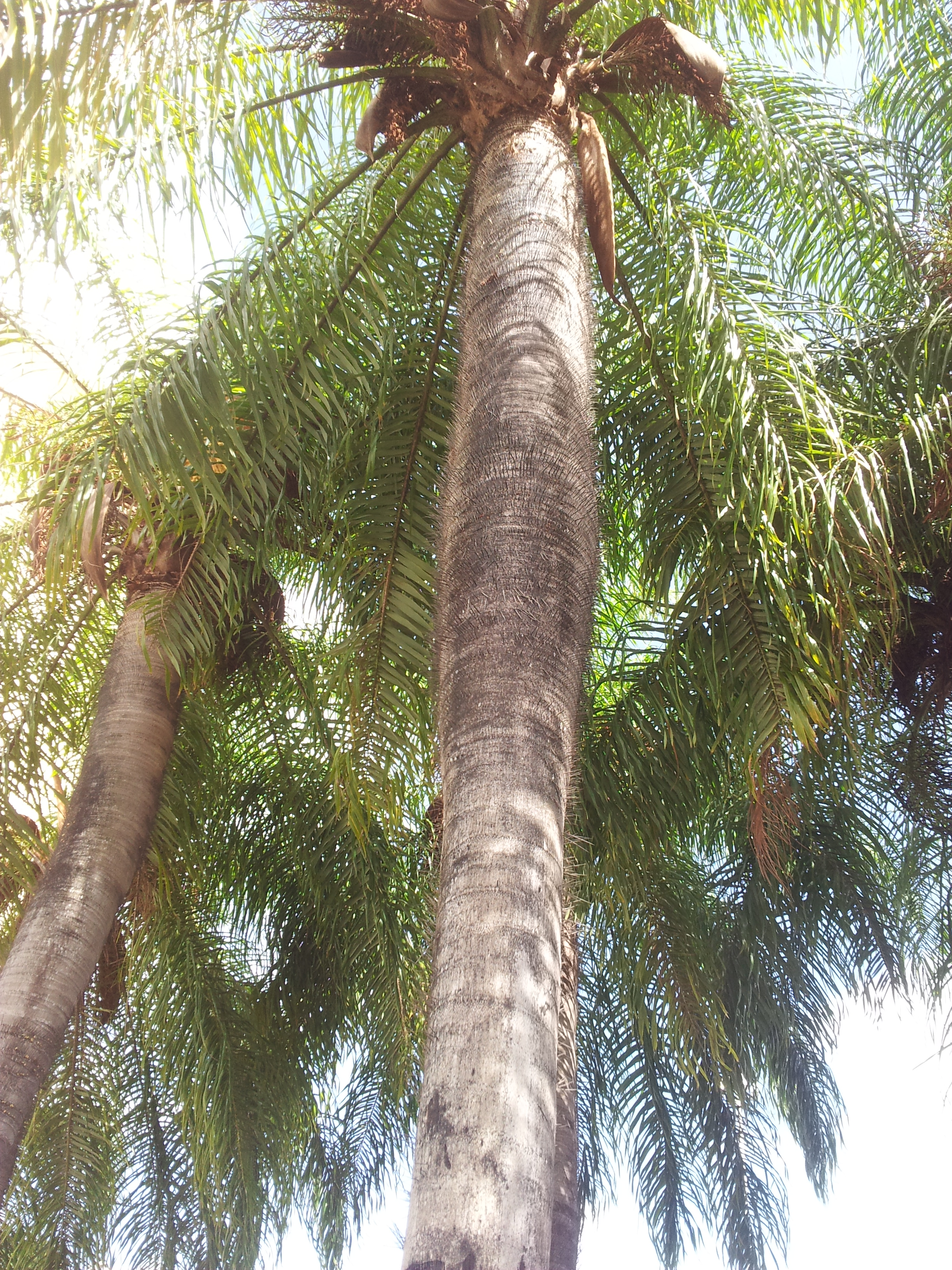
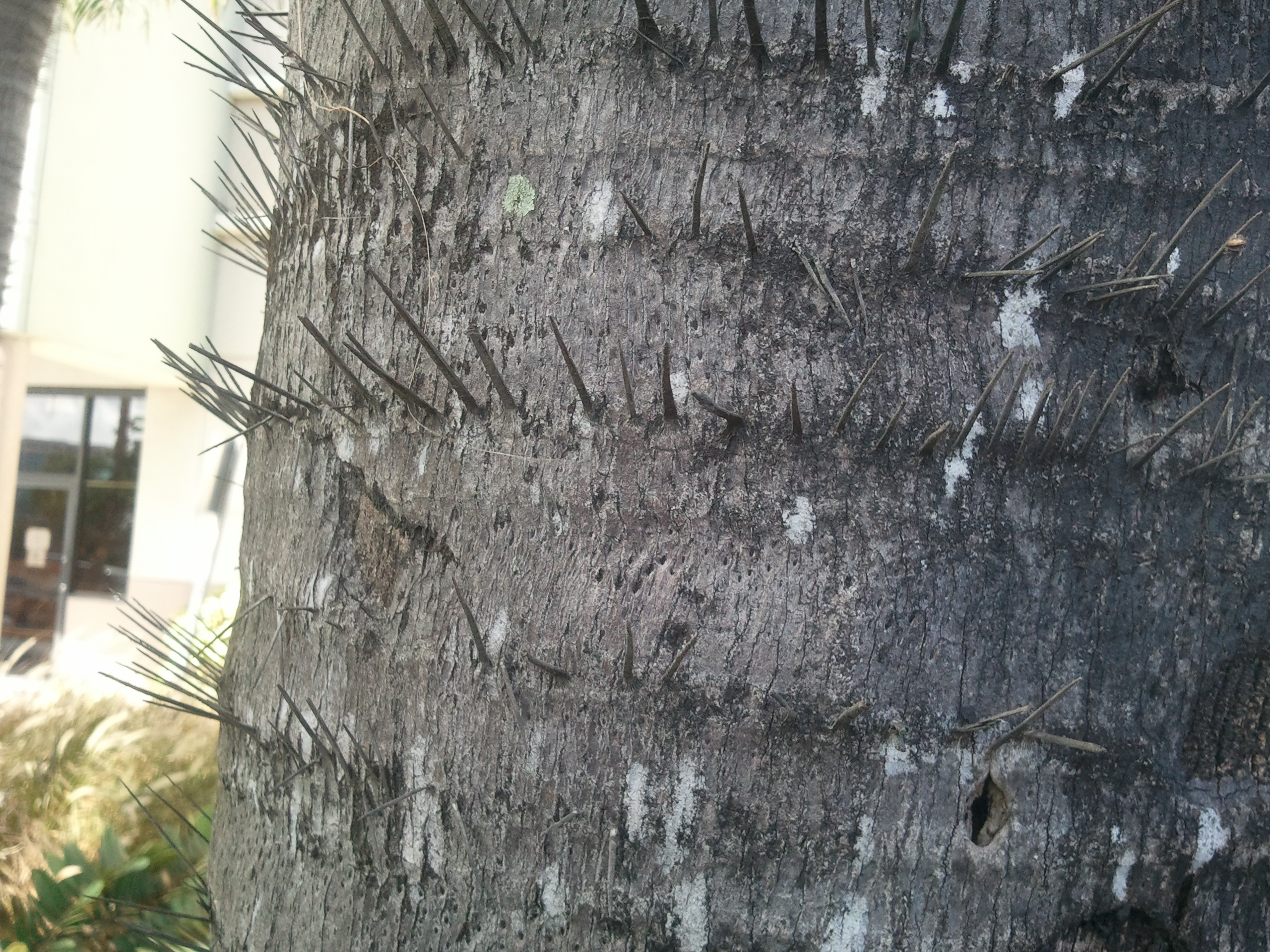